# Axel Pons i Ramón
Axel Pons i Ramón   (Barcelona, 9 d'abril de 1991) és un pilot de motociclisme català que va competir internacionalment des de la temporada de 2008 fins a la temporada de 2017.
A 1 de gener de 2013

## Resultats al Mundial de motociclisme

### Per temporada
| Any   | Categoria | Moto       | Curses | Victòries | Podi | Pole | Fast lap | Punts | Posició |
| ----- | --------- | ---------- | ------ | --------- | ---- | ---- | -------- | ----- | ------- |
| 2008  | 125cc     | Aprilia    | 3      | 0         | 0    | 0    | 0        | 0     | NC      |
| 2009  | 250cc     | Aprilia    | 16     | 0         | 0    | 0    | 0        | 3     | 26è     |
| 2010  | Moto2     | Pons Kalex | 14     | 0         | 0    | 0    | 0        | 7     | 33è     |
| 2011  | Moto2     | Pons Kalex | 12     | 0         | 0    | 0    | 0        | 1     | 32è     |
| 2012  | Moto2     | Kalex      | 17     | 0         | 0    | 0    | 0        | 10    | 25è     |
| Total |           |            | 62     | 0         | 0    | 0    | 0        | 21    |         |

Vegeu l'evolució de la temporada de 2013 aquí.

## Canvi de vida
El 2019, Pons va decidir apartar-se del món mediàtic per començar una vida més senzilla i en sintonia amb la natura. Va començar a viatjar pel món caminant descalç, adoptant un estil de vida minimalista i sostenible. El 2024, es va fer viral un vídeo en què, des del Pakistan, ell mateix parlava sobre la seva transformació personal, centrada en l’espiritualitat i la simplicitat.